# Henryk Roman Gulbinowicz
Henryk Roman Gulbinowicz, poljski rimskokatoliški duhovnik, škof in kardinal, * 17. oktober 1923, Vilna, † 16. november 2020, Vroclav.

## Življenjepis
18. junija 1950 je prejel duhovniško posvečenje.
12. januarja 1970 je postal apostolski administrator Vilniusa in naslovni škof Accija; 8. februarja istega leta je prejel škofovsko posvečenje.
Med 3. januarjem 1976 in 3. aprilom 2004 je bil nadškof Wrocława.
25. maja 1985 je bil povzdignjen v kardinala in imenovan za kardinal-duhovnika Immacolata Concezione di Maria a Grottarossa.
Malo pred smrtjo papeža Janeza Pavla II. je bilo obelodanjeno dejstvo, da se ni rodil leta 1928, kakor je dotlej uradno veljalo, ampak že 1923. Letnica 1928 je bila posledica njegovega lastnoročnega popravka številke 3 v 8, katerega namen je bil izognitev vpoklica v sovjetsko vojsko. Zaradi spremembe letnice rojstva ni mogel sodelavati v konklavu po smrti poljskega papeža, ker je že presegel omejitev 80 let.

## Obtožbe o spolni zlorabi in odvzem posebnih privilegijev
Po objavi poljskega dokumentarnega filma Ne povej nikomur je bil maja 2019 javno obtožen, da je leta 1990 spolno nadlegoval 15-letnega dijaka malega frančiškanskega semenišča v Legnici. Uvedena je bila predhodna cerkvena preiskava, ki ji je sledil kanonski postopek kardinala Kazimierza Nycza, varšavskega nadškofa in metropolita. Prijava je bila podana tudi tožilstvu v Vroclavu, vendar je bil postopek zaradi zastaranja ustavljen. 6. novembra 2020 je Apostolska nuncijatura na Poljskem v izjavi sporočila, da mu je Sveti sedež po preiskavi obtožb prepovedal udeležbo na javnih praznovanjih in srečanjih, prepovedal uporabo škofovih oznak, odvzel pravico do pogrebnega bogoslužja in pokopa v stolnici, ter naložil plačilo donacije Fundaciji sv. Jožefa, ki jo je za preprečevanje spolnih zlorab v katoliški cerkvi ustanovila poljska škofovska konferenca. V člankih, objavljenih v vatikanskih medijih, je bilo navedeno, da so se obtožbe zoper kardinala nanašale na nadlegovanje, homoseksualna dejanja in sodelovanje z varnostno službo.